# Dendrobium aurantiflammeum
Dendrobium aurantiflammeum är en orkidéart som beskrevs av Jeffrey James Wood. Dendrobium aurantiflammeum ingår i släktet Dendrobium, och familjen orkidéer. Inga underarter finns listade i Catalogue of Life.